# サニー・フランシスのマサララジオ
サニー・フランシスのマサララジオ は2019年4月7日より朝日放送ラジオ（ABCラジオ）で放送されている生放送番組である。

## 概要
ABCラジオでの日曜夕方～夜にかけてのナイターオフ枠では、2019年3月31日まで音楽番組『Cheers!』を放送してきたが、それに代わる後継番組にインド出身のタレント・DJであるサニー・フランシスが、初のAMラジオ局でメインパーソナリティを務めるトーク主体の音楽情報バラエティ番組としてスタートした。

### 放送日時
- 2019年4月7日 - 2022年3月20日 - …18:00 - 21:00
- 2022年3月27日 - （当面の間）…18:00 - 21:30

### 阪神戦・プロ野球中継の扱い
基本的に前番組『Cheers!』同様、『ABCフレッシュアップベースボール』で阪神タイガース戦を放送するか否かで、この番組が放送されるかどうかが変わってくる。
- 原則として阪神戦は通常、デーゲーム主体であることから当番組は定時番組として編成され、阪神戦がナイターである日（概ね、7・8月を中心とした屋外球場での開催時[注 2]）は特別番組扱いでナイターをスポンサーごと移して放送するため[注 3]、ナイター中継が予定されている場合はその段階で放送休止となる[注 4]。
  - 特に8月のお盆休み期間中を中心とした2週間前後の高校野球期間中については、ABCが高校野球の全試合中継を優先するため、阪神戦がデーゲームとなり高校野球の裏開催となった場合には、高校野球が中止や休養日にならない限りABCでの阪神戦の中継ができず[注 5]、代替として全国ネットのナイターカードを放送することにより、タイガース戦の有無に関係なく、ナイターを優先する[注 6]。

前後の月曜日にナイターが組まれる場合、月曜日の定時番組（スポンサーセールス番組）をこの時間に代替放送するため、放送時間が短縮される。2024年度現在は、『ミラクル・サイクル・ライフ』（TBSラジオ発、通常月曜日18時から18時30分放送）が日曜日への代替放送として該当する。但しこの場合でも、月曜ナイターの放送開始前に中止が決まれば、定時編成に戻り、代替放送されないため、その時はこの番組も通常時間帯に準ずる。
また、デーゲームの試合が延長した場合、野球中継終了後に『小林大作のメモリーズ・オブ・ユー』を放送してから、その後に本番組が開始となる短縮放送になる。
また毎年12月中旬から下旬の日曜日に開催されるM-1グランプリ決勝大会実施日は、テレビ特番に合わせたラジオ特番「ラジオでウラ実況!? M-1グランプリ20XX」が放送されるため放送が休止となる。

## パーソナリティ
- サニー・フランシス
  - 2022年4月3日の放送では体調不良のため番組を欠席[1]。翌週の4月10日も新型コロナウイルスの感染が判明したとオープニングにて報じられ、前週に続いて欠席[2]。両日の代役として、同日に放送した『STAR☆MUSIC☆SUNDAY』と『ABCフレッシュアップベースボール』のスタジオ担当で出演した後のしもぐち☆雅充が続けて担当した[注 9]。
- 小寺右子（朝日放送テレビアナウンサー、2022年4月3日[注 10] - ）
  - 番組内での呼称はミギコ。
  - 2023年10月22日の放送ではインフルエンザ発症のため番組を欠席。代演としてABCテレビアナウンサーの桂紗綾が担当した。

### 過去
- 八塚彩美（朝日放送テレビ 元アナウンサー）（2019年4月7日 - 2022年3月27日）
  - 番組内での呼称は、やっちゃん。
  - 同年4月1日付で朝日放送テレビのアナウンスセンターから総務部への異動が決まったため、卒業。

## コーナー
- 今週のマサラムービー[3]：映画評論家でもあるサニーがセレクトしたおすすめ映画を紹介する。
- 今週のニュース(辛口)：1週間に報じられたニュースからピックアップする。
- 怒りのガンジス川：リスナーから怒りの対象人物や物事に対しての愚痴をお便り募集し[4]、お便りに込められた怒りをガンジス川に流してすっきりしてもらう。[5]。
- 明日から役に立たない世界の常識：2022年4月17日開始。知っていても全然役に立たないが、話のきっかけにはなるかもしれない世界の常識を紹介する。
- サニーさん朗報です：2022年7月3日開始。リスナーからのメッセージがきっかけとなり生まれたコーナー。サニーが嫌いな納豆やイカの食べ方、テレビ・ラジオなどで言っていたなど、サニーにとって有益であろう情報、知らせたい情報を募集して紹介する。2022年10月、1ヶ月間限定でキンレイがコーナーのスポンサーとなる。
- ミギコのカートにいれちゃおっと！：2023年10月15日開始。某ショッピングサイトで月に○○万円の買い物をしているとバラされた買い物ジャンキーの小寺が、買う物を厳選したいという事で、リスナーから買って良かった物を募って教えてもらうコーナー。
- Youは何しにインディアへ：不定期コーナー。インドに住む日本人に電話を繋いで、何故インドで生活しているのか？現地の様子など、お話を伺うコーナー。電話を繋いだのは2020年12月13日と2021年3月21日の過去2度。

### 過去のコーナー
- スナックサニー：サニーのこれまでの日本生活から思い出に残る1曲を、思い出エピソード紹介のあとに流していた。2021年3月頃までには終了した模様。
- あそこ変ちゃう!?日本人![6]：サニー目線からの、日本人に対して変ではないかと思う所を掘り下げてトークを展開する。2022年3月27日に終了。
- やっちゃんの一服差し上げます：八塚メインのトークコーナー。八塚の卒業に伴い、2022年3月27日に終了。
- サニーの取扱説明書：2022年4月17日開始。リスナーからサニーはこういう人間である、という”取扱説明書”的なお便りを募集する。2022年6月26日に終了。

## その他
- 18:40頃からは、ABC交通情報を挟む。前番組『Cheers!』では交通情報終了後パーソナリティーと担当者のショートトークを行っていたが、当番組ではショートトークの構成は引き継がれずになくなった。[注 11]
- 2022年4月3日の放送から当面の間は21:30まで放送時間が延長されるため、これまで21:00に放送されていたABCニュースと天気予報は当番組に内包される。これは、それまで21:30-22:00に生放送されていた『ET-KINGのえべっさんでぇ!』が、ET-KINGのメンバーの一人・KLUTCHが大麻所持の疑いがもたれているという理由で、3月27日の放送以後当面休止（3月27日は暫定的に、21:30まで『マサラ～』を生放送後、ABCニュース・天気を挟み、21:35-22:00に『パックンマックンのワールドでいこう!』（かしわプロダクション製作・配給番組）を繰り下げて放送、4月3日以後は上述の通り21時台のニュース・天気を内包にした形にして、『パックンマックン～』は21:30-22:00に繰り上げ・5分拡大で放送）[7]になったことによるもの。なおプロ野球・阪神タイガースの関係するナイトゲームが行われる場合は当該時間帯に『ABCフレッシュアップベースボール』（または『SET UP!!』[注 12]）を放送するため雨天中止の場合を含め休止扱いとし、代わりに『小早川秀樹のマシマシ!ベースボール』を21:05-21:30に生放送する（延長時は短縮・休止）。
- 流れる音楽・曲については基本リクエストは受け付けず、トーク及びコーナーの締めに曲をかける。このため選曲は、トークの内容にちなんだものが多い。曲紹介は基本されないが[注 13]、公式サイト上で放送曲目のリストが公開されている。
- 当番組のリスナーのことは「マサラの民」と呼称される。
- 当番組のPRを目的にABCラジオで流れているCMでは、「怒りのガンジス川」のコーナーにちなんで、サニーがリスナーに対して「聴いてくれなんだら涙ガンジス川やで（聴いてくれなかったらガンジス川の潤沢な水量並みの涙を流してしまいそうなほど悲しい）」という関西弁で懇願した音源を使用。このCMが放送を重ねるにつれて、「涙ガンジス川」というフレーズが、サニーや当番組に関する話題を同局の他番組（ますだおかだの増田英彦がパーソナリティを務める『よなよな…』火曜分→『ますだおかだ増田のラジオハンター!』など）で取り上げる際の代名詞と化している。
  - 「ガンジス川」はサニーの母国であるインドの一部（北インド）を流れる大河だが、サニーは1986年に留学生として初めて来日するまで南インド（ケーララ州）で暮らしていて、実際には来日後もガンジス川へ行った経験がなかったことを『伊藤史隆のラジオノオト』（伊藤のパートナーとして初めて出演した2022年5月4日放送分の『ABCフレッシュアップベースボール　伊藤史隆のラジオノオトVersion』）などで告白している（その後2022年末～23初頭のインド帰省で初訪問）。